# نقش كل كل ملكشاهي
ينتمي نقش كل كل ملكشاهي (بالفارسية: نقش برجسته گل گل ملکشاهي) إلى الحضارة الآشورية القديمة ويوجد في محافظة إيلام، بجانب نهر كُل كُل ملكشاهي. هو نقش يحتوي على كتابة آشورية بالخط المسماري وكتب على صخرة بالقرب من قرية «كل كل ملكشاهي». ويذكر النقش، الذي كتب بواسطة الآشوريين، تاريخ فتح عيلام وانقراض حضارة عيلام القديمة.
يوجد النقش على بعد 8 كيلومترات من مدينة آركواز (ارکواز ملكشاهي) وعلى الجدار الشرقي للخانق الصغير حيث تقع قرية كُل كُل (گل گل). نقش مسماري باللغة الآشورية محفور رأسياً على واجهة الجدار الشرقي لجرف فوق قرية كُل كُل ملكشاهي (گل گل ملكشاهي) بأبعاد 90 × 135 سم في شكل مستطيل.
كتب المؤرخ علي رضا أسدي: إن وجود نقش كُل كُل ملكشاهي على طريق إيلام - ملكشاهي، وهو أحد أعمال سنحاريب أو آشوربانيبال من الملوك الأشوريين، يظهر أن ورهشي (بوشتكوه/ محافظة إيلام) كانت النقطة الوسيطة بين حضارة عيلام القديمة وحضارات بلاد الرافدين.

## نص النقش
«للآشوريين والآلهة (العظيمة) الذين وقفوا وتغلبوا عليهم لصالح ملكهم المحبوب (على أساس أعدائه (...) ملك العالم (...) نجل (...) آشور، والد الآلهة، رشحني لمملكة في الرحم. لقد دعتني أمي (...) إنليل لي السيطرة على الأرض والشعب، سين (إله) وشمش لحسن الحظ ، لقد قدموا أساسًا جيدًا لحكومتي، وقد أعطاني نابو ومردوخ رؤية واسعة وفهمًا عميقًا. وضعوني في سرير والدي الملكي، وأعطوني السيطرة على الأرض، وخرجوا من المدينة (...) لتمجيده على ما فعلته، وكتبت عليه. بدلاً من ذلك، يجب أن أكتب هذا الحجر لتشجيع الملوك وأبنائي في المستقبل على أن يكون الأمير من بين ملوك أبنائي الذين سيرشحونه ليكون آشور والآلهة العظيمة للسيطرة على الأرض والشعب. انظر وكن هذا العمود وإعجاب الآلهة العظيمة. ليدفنوه ويقدموا التضحيات، ولكن لإزالة التمثال من مكانه، الآشوريون والآلهة العظماء، وأولئك الذين تم تسميتهم في هذا العمود، لينظروا إليه بغضب. دعوهم يقاتلون ولا يوجهوه. (...) من الممكن أن يسقطوا مرسومه الملكي وأن يفقدوا اسمه ونسله على الأرض».